# Gällivare gamla kyrka
Gällivare gamla kyrka, även kallad Lappkyrkan, är en kyrkobyggnad i Gällivare i Luleå stift. Den är församlingskyrka i Gällivare församling.

## Kyrkobyggnaden
Kyrkan, som är uppförd i timmer med spåntak, påbörjades 1747, men kunde invigas först 1754. En korsarm och ett vapenhus i söder uppfördes 1752 under ledning av den österbottniske byggmästaren Hans Biskop. Vapenhuset i väster tillkom 1779. När Gällivare nya kyrka 1882 blivit uppförd, flyttades altartavlan från 1779 och andra prydnadsföremål dit. Efter en tid av förfall gjordes en viss upprustning 1901 då ett fönster togs upp, där den gamla altartavlan varit placerad.
Klockstapeln uppfördes 1768 och bildar ingång till kyrkogården.
För att finansiera bygget av kyrkan ålades varje hushåll i Sverige betala ett öre årligen under fyra år. Därav har kyrkan även gått under namnet Ettöreskyrkan. Vid invigningen döptes den officiellt till Friedrich kyrkan efter kung Fredrik I.

## Inventarier
- Snidade altarprydnader i trä utförda av en lokal hantverkare.

### Orgel
- Den nuvarande orgeln är byggd 1971 av Grönlunds Orgelbyggeri, Gammelstad och är en mekanisk orgel.

| Manual        |
| Gedackt 8’    |
| Rörflöjt 4'   |
| Principal 2'  |
| Kvinta 1 1/3' |